# Samuel Gustaf Cavallin
Samuel Gustaf Cavallin, född den 6 april 1828 i Borlunda socken, död den 17 juni 1883 i Falun, var en svensk präst och pedagog. Han var son till Samuel Johan Cavallin, bror till Severin och Christian Cavallin, far till Gustaf och Clemens Cavallin samt farfar till Thor Cavallin.
Cavallin blev filosofie doktor i Lund 1850. Han blev därefter lektor i Kristianstad i klassiska språk och hebreiska 1859, samt rektor 1861. Cavallin prästvigdes 1868, och blev därefter kyrkoherde i Ystad 1870, i S:t Peters kloster i Lund 1877 samt kontraktsprost 1878. Cavallin var pedagogisk sakkunnig i flera skolfrågor, och utgav flera skrifter i ämnet. Han utgav även flera läroböcker, bland annat kommenterade utgåvor av Ovidius och Cicero för skolbruk.
Samuel Gustaf Cavallin är begravd på Klosterkyrkogården i Lund.